# 彼得·卡鲁阿纳

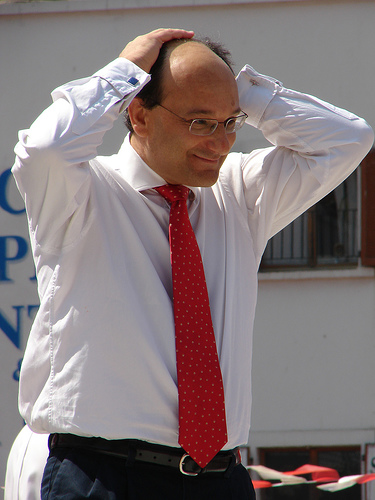
彼得·卡鲁阿纳

彼得·理查德·卡鲁阿纳（英語：Peter Richard Caruana；1956年10月15日—），直布罗陀政治人物，直布罗陀社会民主党领导人。1996–2011年间担任直布罗陀首席大臣。

## 生平
彼得·卡鲁阿纳生于直布罗陀，有意大利及马耳他血统。他曾就读于伦敦玛丽王后大学。1990年，加入直布罗陀社会民主党。1991年，成为该党领导人。